# Priasilpha obscura
Priasilpha obscura is een keversoort uit de familie Phloeostichidae. De wetenschappelijke naam van de soort is voor het eerst geldig gepubliceerd in 1893 door Broun.